# Juarez Bahia
Benedito Juarez Bahia (Cachoeira, 18 de novembro de 1930 - Rio de Janeiro, janeiro de 1998) foi um jornalista brasileiro.
Depois de trabalhar como secretário de um conhecido advogado em Feira de Santana, cuja família possuía um jornal e onde ele iniciou seus passos no jornalismo, mudou-se para Santos, onde trabalhou como estivador, e mais tarde passou a ser tipógrafo no Diário de Santos. Tornou-se repórter em A Tribuna, onde se tornou jornalista premiado e respeitado. Também trabalhou no Jornal do Brasil e na Fundação Padre Anchieta, mantenedora da TV Cultura de São Paulo.
Foi professor da Faculdade de Filosofia, Ciências e Letras da Sociedade Visconde de São Leopoldo, instituição que depois viria a se transformar na Universidade Católica de Santos, e também na Faculdade de Jornalismo Cásper Líbero, em São Paulo. Foi um dos primeiros professores do Curso de Jornalismo da Escola de Comunicações e Artes da Universidade de São Paulo.
Foi também correspondente internacional, radicando-se em Portugal, passando também por Espanha, China e Estados Unidos, colaborando com a Folha de S. Paulo, O Estado de S. Paulo e a Revista Visão.

## Obra

### Sobre jornalismo
- Três fases da imprensa brasileira (Santos, Ed. Presença, 1960)
- Jornal, História e Técnica (Rio de Janeiro, Ministério da Educação, 1964)
- Jornalismo, Informação e Comunicação (SP, Martins, 1971)
- Jornal, História e Técnica (SP, Ed. Ática, 1990), dividido em dois volumes:
  - volume 1: História da Imprensa Brasileira
  - volume 2: As técnicas do Jornalismo

### Outras
- Um Homem de Trinta Anos (Santos, SP, Ensaio, 1964)
- Setembro na Feira (Rio de Janeiro, RJ, 1986)
- Ensina-me a ler - Conspirando Contra o Amor (1989) Editora Vozes.